# Sandy Kenyon
Sandy Kenyon (eigentlich Sanford Klein; * 5. August 1922 in New York City; † 20. Februar 2010 in Los Angeles) war ein US-amerikanischer Schauspieler, Fernsehregisseur und Synchronsprecher.

## Leben
Kenyon diente im Zweiten Weltkrieg in der United States Air Force. Nach seiner Demobilisierung studierte er in seiner Geburtsstadt Schauspiel und war 1946 an der Gründung der Town and Country Players Theatre Group in Hartford beteiligt. Ab den späten 1950er Jahren lebte Kenyon in Los Angeles. 1964 trat er am Broadway in Conversation at Midnight von Edna St. Vincent Millay auf.
Kenyon war über Jahrzehnte hinweg in über 100 Fernsehserien und TV-Shows zu sehen, vornehmlich in Western und Krimis, gelegentlich aber auch in Komödien. Für zwei Folgen von One Day at a Time (1976) sowie für die CNN-Sendung Hollywood Minute (1991) führte er Regie. Vereinzelt gab der dunkelhaarige Darsteller auch Rollen in Spielfilmen und lieh u. a. in Garfield im Tierasyl (1982) der Figur des Jon Arbuckle seine Stimme.
Zu seinen deutschsprachigen Synchronsprechern gehörten Konrad Halver, Eberhard Prüter, Karl Sturm und Herbert Weißbach.
Kenyon war zuerst mit der Schauspielerin Mary Lou Taylor und danach bis zu seinem Tod mit Charlotte Blaugrund Kenyon verheiratet. Er starb 87-jährig und wurde seebestattet.
Kenyon ist nicht mit dem gleichnamigen Reporter identisch.

## Theaterarbeit (Auswahl)
- Conversation At Midnight – von Edna St. Vincent Millay.
- Pale Horse, Pale Rider – von Corinne Jacker nach Katherine Anne Porter
- Purple Dust – von Seán O’Casey

## Filmografie (Auswahl)
- 1958/68: Rauchende Colts (Gunsmoke) (TV-Serie, fünf Folgen)
- 1959: Tausend Meilen Staub (Rawhide) (TV-Serie, eine Folge)
- 1959: Richard Diamond, Privatdetektiv (Richard Diamond, Private Detective) (TV-Serie, eine Folge)
- 1959: Al Capone
- 1959: Peter Gunn (TV-Serie, zwei Folgen)
- 1960: Westlich von Santa Fé (The Rifleman) (TV-Serie, eine Folge)
- 1961/63: Twilight Zone (TV-Serie, zwei Folgen)
- 1962/65: The Dick Van Dyke Show (TV-Serie, fünf Folgen)
- 1963/64: Das große Abenteuer (The Great Adventure) (TV-Serie, drei Folgen)
- 1963/64: Im Wilden Westen (Death Valley Days) (TV-Serie, zwei Folgen)
- 1963/71: Die Leute von der Shiloh Ranch (The Virginian) (TV-Serie, fünf Folgen)
- 1964: The Outer Limits (TV-Serie, eine Folge)
- 1964/65: Auf der Flucht (The Fugitive) (TV-Serie, drei Folgen)
- 1964/70: Bonanza (TV-Serie, zwei Folgen)
- 1965: Verrückter wilder Westen (The Wild Wild West) (TV-Serie, eine Folge)
- 1966: Nevada Smith
- 1966: Mutter ist die Allerbeste (The Donna Reed Show) (TV-Serie, eine Folge)
- 1966/67: The Andy Griffith Show (TV-Serie, zwei Folgen)
- 1966/71: Ein Käfig voller Helden (Hogans Heros) (TV-Serie, fünf Folgen)
- 1967: Invasion von der Wega (The Invaders) (TV-Serie, eine Folge)
- 1967: Tennisschläger und Kanonen (I Spy) (TV-Serie, eine Folge)
- 1967: Seemann, ahoi! (Easy Come, Easy Go)
- 1970: The Name of the Game (TV-Serie, eine Folge)
- 1970: The Bold Ones: The New Doctors (TV-Serie, eine Folge)
- 1970: Der Chef (Ironside) (TV-Serie, zwei Folgen)
- 1970/73: Mannix (TV-Serie, zwei Folgen)
- 1971: Die Partridge Familie (The Partridge Family) (TV-Serie, eine Folge)
- 1971/78: All in the Family (TV-Serie, drei Folgen)
- 1972/74: Cannon (TV-Serie, zwei Folgen)
- 1973: Begegnung am Vormittag (Breezy)
- 1973: Columbo: Stirb für mich (Candidate for Crime)
- 1973: Tom Sawyers Abenteuer (Tom Sawyer)
- 1973: Die Straßen von San Francisco (The Streets of San Francisco) (TV-Serie, eine Folge)
- 1973/76: Barnaby Jones (TV-Serie, zwei Folgen)
- 1974: Kung Fu (TV-Serie, eine Folge)
- 1974: Petrocelli (TV-Serie, eine Folge)
- 1974: Adam-12 (TV-Serie, eine Folge)
- 1975: Die Küste der Ganoven (Barbary Coast) (TV-Serie, eine Folge)
- 1975: Happy Days (TV-Serie, eine Folge)
- 1976: Maude (TV-Serie, eine Folge)
- 1976: One Day at a Time (TV-Serie, zwei Folgen) – Regie
- 1976: Detektiv Rockford – Anruf genügt (The Rockford Files) (TV-Serie, eine Folge)
- 1976: M*A*S*H (TV-Serie, eine Folge)
- 1977: MacArthur – Held des Pazifik (MacArthur)
- 1977: Die Sieben-Millionen-Dollar-Frau (The Bionic Woman) (TV-Serie, eine Folge)
- 1977: Make-up und Pistolen (Police Woman) (TV-Serie, eine Folge)
- 1978: Die Waltons (The Waltons) (TV-Serie, eine Folge)
- 1978/79: Lou Grant (TV-Serie, zwei Folgen)
- 1980: Der Tag, an dem die Welt unterging (When Time Ran Out …)
- 1982: Quincy (TV-Serie, eine Folge)
- 1982: Garfield im Tierasyl (Here Comes Garfield) – Synchronsprecher
- 1982: Hart aber herzlich (Hart to Hart) (TV-Serie, zwei Folgen)
- 1984/85: Unter der Sonne Kaliforniens (TV-Serie, acht Folgen) (Knots Landing)
- 1985: Airwolf (TV-Serie, eine Folge)
- 1985: Die Fälle des Harry Fox (Crazy Like a Fox) (TV-Serie, eine Folge)
- 1988: Sledge Hammer! (TV-Serie, eine Folge)
- 1988: Feuersturm und Asche (War and Remembrance) (TV-Serie, zwei Folgen)
- 1989: Mann muss nicht sein (Designing Women) (TV-Serie, eine Folge)
- 1994: Garfield und seine Freunde (Garfield and Friends) (TV-Serie) – Synchronsprecher
- 1998: X-Factor: Das Unfassbare (Beyond Belief: Fact or Fiction) (TV-Serie, eine Folge)
- 2008: News Movie